# John Stockton
John Houston Stockton, född 26 mars 1962 i Spokane i Washington, är en amerikansk före detta professionell basketspelare. Han spelade under hela sin NBA-karriär i laget Utah Jazz som point guard.
John Stockton innehar NBA-rekordet för antal assist genom tiderna med 15 806 stycken. Han gjorde även 19 711 poäng under sin karriär.
2009 valdes John Stockton in i Basketball Hall of Fame.
Han är far till David Stockton.